# Nagórzany
Nagórzany is een plaats in het Poolse district  Sanocki, woiwodschap Subkarpaten. De plaats maakt deel uit van de gemeente Bukowsko en telt 300 inwoners.

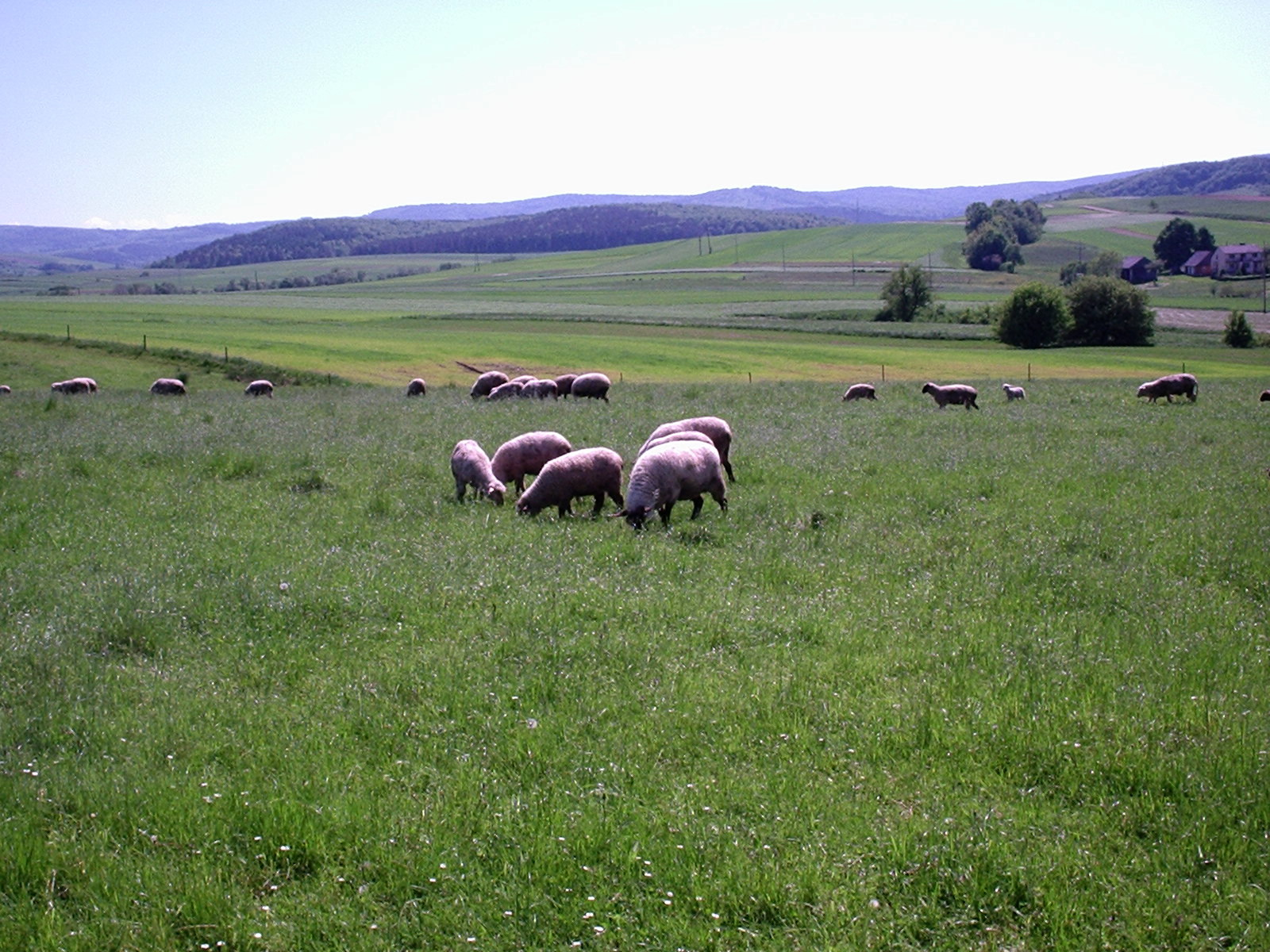
Velden rond Nagórzany
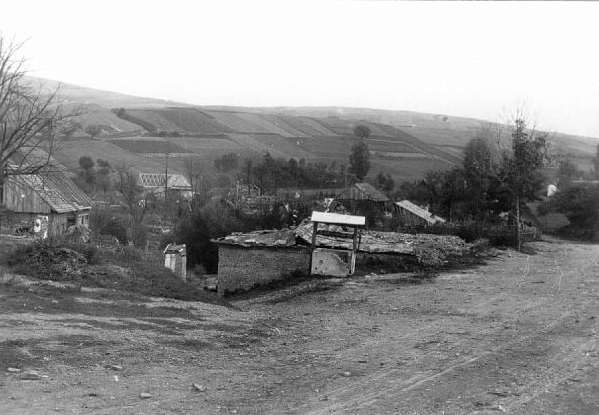
Nagórzany in 1946
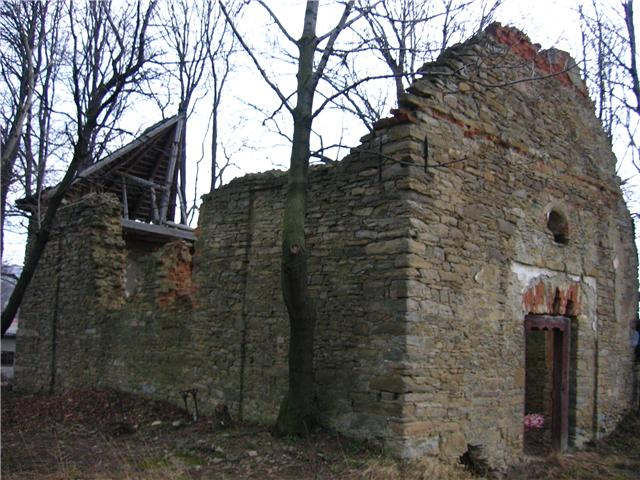
Ruïne in Nagórzany